# Fragaria nubicola
Fragaria nubicola är en rosväxtart som beskrevs av John Lindley. Fragaria nubicola ingår i släktet smultronsläktet, och familjen rosväxter. Inga underarter finns listade i Catalogue of Life.

## Bildgalleri

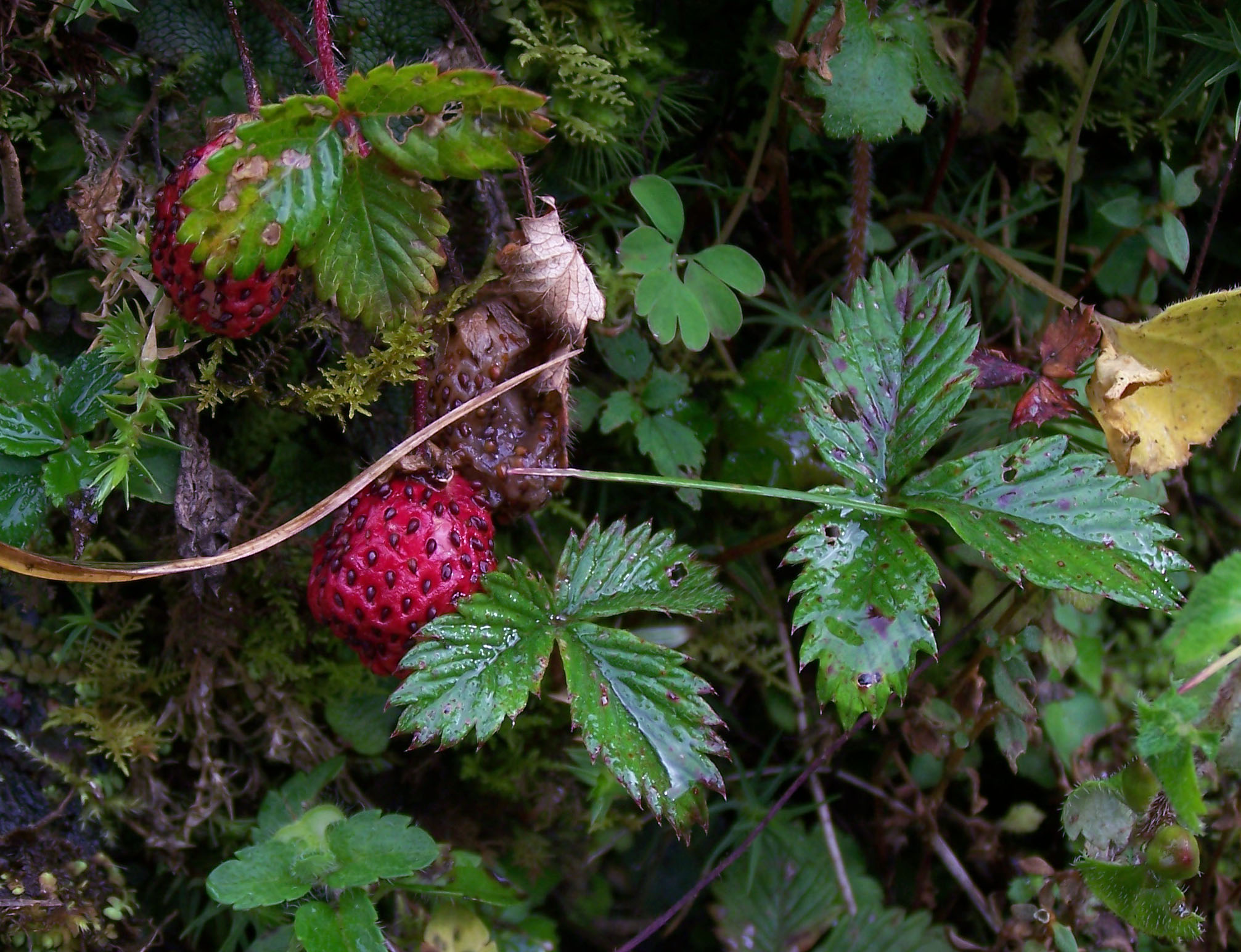
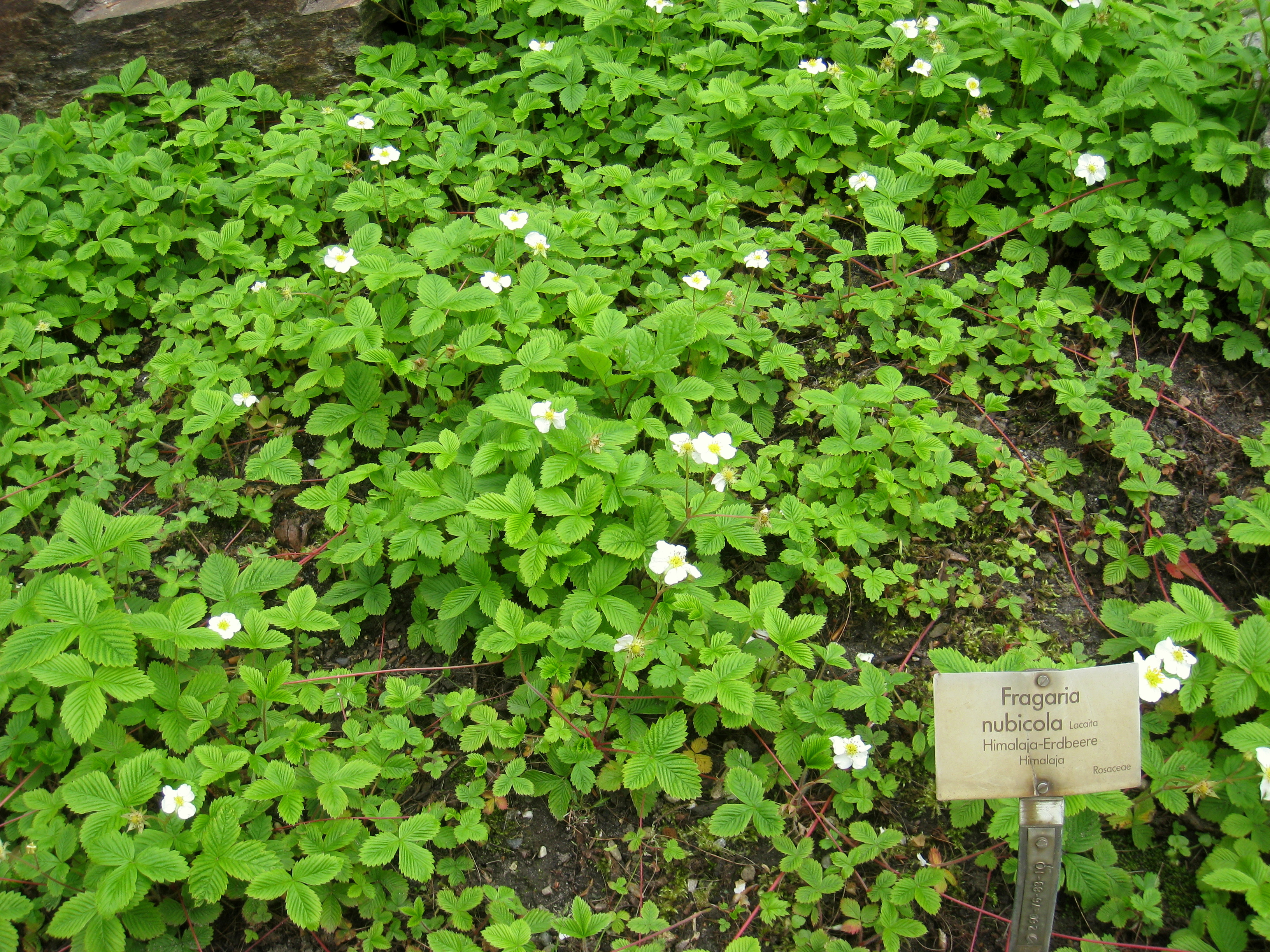